# Fockeanthus hausmannii
Fockeanthus hausmannii är en klockväxtart som först beskrevs av Heinrich Gustav Reichenbach, och fick sitt nu gällande namn av Wehrh. Fockeanthus hausmannii ingår i släktet Fockeanthus och familjen klockväxter. Inga underarter finns listade i Catalogue of Life.